# Леханиці
Леханиці (пол. Lechanice) — село в Польщі, у гміні Варка Груєцького повіту Мазовецького воєводства.
Населення — 153 особи (2011).
У 1975-1998 роках село належало до Радомського воєводства.

## Демографія
Демографічна структура станом на 31 березня 2011 року:
|          | Загалом | Допрацездатний вік | Працездатний вік | Постпрацездатний вік |
| -------- | ------- | ------------------ | ---------------- | -------------------- |
| Чоловіки | 74      | 19                 | 47               | 8                    |
| Жінки    | 79      | 18                 | 39               | 22                   |
| Разом    | 153     | 37                 | 86               | 30                   |